# 黄忠炳
黃忠炳，字赤中，福州府連江縣人，黃花崗七十二烈士之一。

## 生平
在1911年的黃花崗起義中，當先衝入總督府，見總督張鳴岐已逃脫，轉戰軍械局，被水師都督李准的部下擒獲，次日就義。曾參與過廣福會。